# Laupen, Zürich
Laupen är en ort i kommunen Wald i kantonen Zürich, Schweiz. 